# Équipe cycliste Malaysia
L'équipe cycliste Malaysia (officiellement Malaysia Pro Cycling) est une équipe cycliste malaisienne créée en 2017 et participant aux circuits continentaux de cyclisme et en particulier l'UCI Asia Tour.

## Histoire
L'équipe est créée en 2017 sous le nom de Team Sapura Cycling. En août 2023, elle est renommée Malaysia Pro Cycling.

## Principales victoires

### Championnats internationaux
- Championnats d'Océanie sur route : 2[n 1]
  - Course en ligne : 2019 (Benjamin Dyball)
  - Contre-la-montre : 2019 (Benjamin Dyball)

### Courses par étapes
- Tour de Selangor : 2017 (Muhamad Zawawi Azman) et 2019 (Marcus Culey)
- Tour de Singkarak : 2018 et 2019 (Jesse Ewart)
- Tour de Langkawi : 2019 (Benjamin Dyball), 2020 (Danilo Celano)
- Tour de Iskandar Johor : 2019 (Mario Vogt)

### Championnats nationaux
- Championnats de Malaisie sur route : 5
  - Course en ligne : 2020 (Akmal Hakim Zakaria) et 2021 (Mohamad Saari Amri Abd Rasim)
  - Contre-la-montre : 2019 (Muhsin Al Redha Misbah), 2020 et 2021 (Nur Aiman Rosli)
- Championnats de Moldavie sur route : 5
  - Course en ligne : 2019 et 2020 (Cristian Raileanu)
  - Contre-la-montre : 2019, 2020 et 2021 (Cristian Raileanu)
- Championnats de Roumanie sur route : 1
  - Contre-la-montre : 2020 (Serghei Tvetcov)
- Championnats de Turquie sur route : 1
  - Contre-la-montre : 2021 (Ahmet Örken)

## Classements UCI
L'équipe participe aux épreuves des circuits continentaux et en particulier de l'UCI Europe Tour. Les tableaux ci-dessous présentent les classements de l'équipe sur les différents circuits, ainsi que son meilleur coureur au classement individuel.
UCI Asia Tour
| UCI Asia Tour | UCI Asia Tour          | UCI Asia Tour                             | UCI Asia Tour |
| Année         | Classement par équipes | Meilleur coureur au classement individuel |               |
| ------------- | ---------------------- | ----------------------------------------- | ------------- |
| 2017          | 30e                    | Víctor Niño (96e)                         |               |
| 2018          | 15e                    | Aiman Cahyadi (46e)                       |               |
| 2019          | 2e                     | Muhsin Al Redha Misbah (30e)              |               |
| 2020          | 1er                    | Nur Aiman Mohd Zariff (21e)               |               |
| 2021          | 9e                     | -                                         |               |
| 2022          | 14e                    | Mior Muhammad Hazwan Hamzah (45e)         |               |
| 2023          | 27e                    | Nur Aiman Rosli (67e)                     |               |
|               |                        |                                           |               |
| Source : UCI  |                        |                                           |               |

UCI Europe Tour
| UCI Europe Tour | UCI Europe Tour        | UCI Europe Tour                           | UCI Europe Tour |
| Année           | Classement par équipes | Meilleur coureur au classement individuel |                 |
| --------------- | ---------------------- | ----------------------------------------- | --------------- |
| 2017            | 131e                   | Jahir Pérez (1490e)                       |                 |
| 2018            | 125e                   | Mario Vogt (1161e)                        |                 |
| 2019            | -                      | Cristian Raileanu (220e)                  |                 |
| 2020            | -                      | Danilo Celano (135e)                      |                 |
| 2021            | -                      | Cristian Raileanu (660e)                  |                 |
|                 |                        |                                           |                 |
| Source : UCI    |                        |                                           |                 |

UCI Oceania Tour
| UCI Oceania Tour | UCI Oceania Tour       | UCI Oceania Tour                          | UCI Oceania Tour |
| Année            | Classement par équipes | Meilleur coureur au classement individuel |                  |
| ---------------- | ---------------------- | ----------------------------------------- | ---------------- |
| 2017             | 5e                     | Jason Christie (7e)                       |                  |
| 2019             | -                      | Benjamin Dyball (7e)                      |                  |
| 2020             | -                      | Marcus Culey (13e)                        |                  |
|                  |                        |                                           |                  |
| Source : UCI     |                        |                                           |                  |

L'équipe est également classée au Classement mondial UCI qui prend en compte toutes les épreuves UCI et concerne toutes les équipes UCI.
| Classement mondial | Classement mondial     | Classement mondial                        | Classement mondial |
| Année              | Classement par équipes | Meilleur coureur au classement individuel |                    |
| ------------------ | ---------------------- | ----------------------------------------- | ------------------ |
| 2017               | -                      | Jason Christie (615e)                     |                    |
| 2018               | -                      | Aiman Cahyadi (595e)                      |                    |
| 2019               | 35e                    | Benjamin Dyball (86e)                     |                    |
| 2020               | 27e                    | Danilo Celano (165e)                      |                    |
| 2021               | 121e                   | Cristian Raileanu (855e)                  |                    |
| 2022               | 112e                   | Mior Muhammad Hazwan Hamzah (819e)        |                    |
| 2023               | 155e                   | Nur Aiman Rosli (983e)                    |                    |
|                    |                        |                                           |                    |
| Source : UCI       |                        |                                           |                    |

## Team Sapura Cycling en 2022
| Cycliste                           | Date de naissance | Nationalité | Équipe 2021         |  |
| ---------------------------------- | ----------------- | ----------- | ------------------- |  |
| Mohamad Saari Amri Abd Rasim       | 4 août 1998       | Malaisie    | Team Sapura Cycling |  |
| Muhammad Hakimi Ajis               | 6 avril 2004      | Malaisie    | Team Sapura Cycling |  |
| Muhammad Zawawi Azman              | 8 mars 1994       | Malaisie    | Team Sapura Cycling |  |
| Danilo Celano                      | 7 décembre 1989   | Italie      | Team Sapura Cycling |  |
| Mior Muhammad Hazwan Hamzah        | 10 février 2001   | Malaisie    |                     |  |
| Muhsin Al Redha Misbah             | 23 juillet 1997   | Malaisie    | Team Sapura Cycling |  |
| Muhammad Shaiful Adlan Mohd Shukri | 26 mai 1998       | Malaisie    | Team Sapura Cycling |  |
| Nur Aiman Rosli                    | 22 mars 1999      | Malaisie    | Team Sapura Cycling |  |
| Muhammad Yusri Shaari              | 27 avril 1999     | Malaisie    |                     |  |
| Akmal Zakaria                      | 25 septembre 1996 | Malaisie    | Team Sapura Cycling |  |